# Félix Máriássy

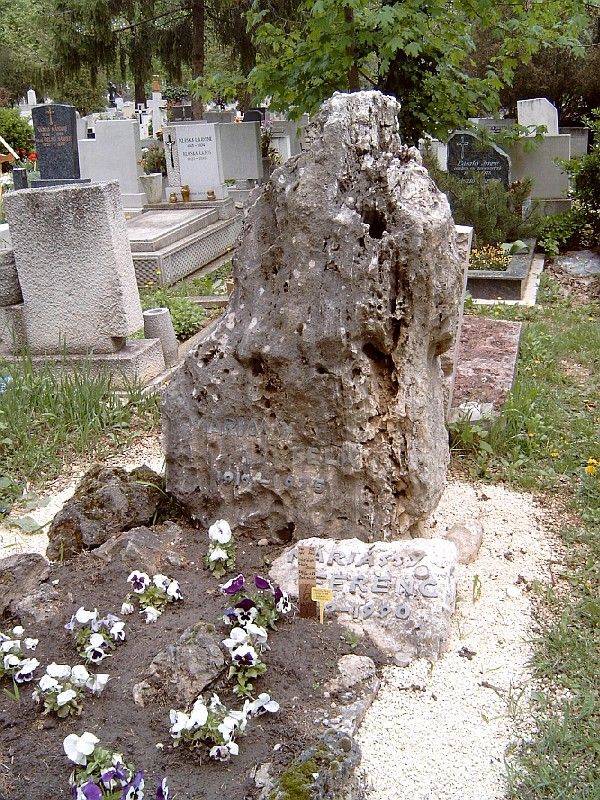
Tomba de Félix Máriássy.

Félix Máriássy (Márkusfalva, avui a Eslovàquia, 3 de juny de 1919 - Szőny, 26 de gener de 1975) és un director de cinema hongarès.

## Biografia
Va començar la seva carrera cinematogràfica com a ajudant de direcció i com a editor (com a tal, va participar en l'edició i va col·laborar en el guió de Valahol Európában de Géza von Radványi el 1947, i en Talpalatnyi föld de Frigyes Bán el 1948.
Va dirigir la seva primera pel·lícula el 1949: Szabóné, una història, en un to molt "realisme socialista", d'un treballador que aconsegueix ser admès pels seus col·legues masculins gràcies a les seves qualitats professionals. La primera obra realment reeixida continua sent Egy pikoló világos, produïda el 1955 i guardonada amb el Gran Premi al Festival Internacional de Cinema de Karlovy Vary de 1956. També el 1955, Budapesti tavasz il·lustra adequadament la novel·la de Ferenc Karinthy sobre l'alliberament de Budapest el 1945. Les següents pel·lícules el consagraran com una de les figures més representatives de la primera generació de cineastes postguerra que participa en la revifalla del cinema magiar, al costat de Károly Makk i Zoltán Fábri.

## Filmografia

### Director

#### Cinéma
- 1948: A mi kis tervünk
- 1949: Sa réussite
- 1950: Kis Katalin házassága
- 1951: Teljes gözzel
- 1954: Rokonok
- 1954: Vidám verseny
- 1955: Budapesti tavasz
- 1955: Egy pikoló világos
- 1957: Külvárosi legenda
- 1958: Csempészek
- 1959: Álmatlan évek
- 1960: Fapados szerelem
- 1960: Hosszú az út hazáig
- 1961: Próbaút
- 1962: Nedele ve vsední den
- 1964: Bábolna, 1964
- 1964: Ezer év
- 1964: Karambol
- 1964: Nem az én ügyem
- 1965: Mersuch és a szamár
- 1966: Fügefalevél
- 1967: Ha hívnak...
- 1968: Kötelék
- 1969: Imposztorok

#### Curtmetratges
- 1948: Dunavölgyi népek barátsága
- 1948: Munkaversennyel gyöz a 3 éves terv
- 1953: Színes szöttes

#### Televisió
- 1961: A pékinas lámpása
- 1971: Angyal a karddal
- 1971: Áradat
- 1972: Csak egy kutya
- 1972: Hazai történetek
- 1974: Próbafelvétel

### Editor

#### Cinema
- 1942: A tökéletes család
- 1943: Kalotaszegi Madonna
- 1944: A gazdátlan asszony
- 1944: Afrikai völegény
- 1944: Ez történt Budapesten
- 1944: Ördöglovas
- 1948: Valahol Európában
- 1948: Tüz
- 1948: Talpalatnyi föld
- 1949: Díszmagyar
- 1965: Mersuch és a szamár

### Guionista

#### Cinema
- 1948: Valahol Európában
- 1958: Csempészek
- 1962: Megszállottak
- 1966: Fügefalevél
- 1968: Kötelék